# بيكسيا
بيكسيا (بالإنجليزية: Pixia) برنامج محرر رسوميات نقطية مجاني لنظام التشغيل ويندوز، طوَّره إيزاو ماروكا. صُمِّمَ في الأصل لمجتمع الأنمي والمانغا، ولكنه استخدم فيما بعد في فروع الفن الأخرى.
```
يتوفر البرنامج إلى جانب الواجهة 
اليابانية
 الأساسية باللغات 
الإنجليزية
 
والفرنسية
 
والإيطالية
 
والإسبانية
 
والمجرية
 
والصينية المبسطة
 
والصينية التقليدية
 
والبولندية
 
والكورية
 
والألمانية
. يدعم البرنامج نظام الطبقات المتعددة وتأثيرات الشفافية 
وامتدادات الملفات
 القياسية وعدد من امتدادات ملفات 
آر جي بي
 بما في ذلك امتداد PSD، والامتداد الرئيسي الذي يستخدمه هذا البرنامج هو PXA. يحتوي البرنامج أيضًا على دعم أصلي لأجهزة 
واكوم
 اللوحية، مثل الإصدار 4.2a الذي أضاف دعمًا لأقراص واكوم بامبو. يتوفر أيضًا إصدار متقدم من هذا البرنامج يسمى فييرا (Phierha) مع واجهة مستخدم أفضل والمزيد من الوظائف.
```

## التقييم
وصفت مراجعة محرري سي نت في يناير 2011 بيكسيا بأنه "واحد من أكثر بدائل فوتوشوب التي جربناها كفاءة واحترافية."

## روابط خارجية
- الموقع الرسمي (بالإنجليزية)